# Orfeh
Orfeh (New York, 28 marzo 1967) è un'attrice e cantante statunitense.
È nota soprattutto per aver interpretato Paulette nel musical Legally Blonde a Broadway, ruolo per cui è stata candidata al Tony Award alla miglior attrice non protagonista in un musical nel 2009.
È sposata con l'attore Andy Karl, suo collega in Legally Blonde.

## Filmografia parziale

### Televisione
- Law & Order: unità speciale (Law & Order: Special Victims Unit) - serie TV, 2 episodi (2020-2022)

## Doppiatrici italiane
Nelle versioni in italiano delle opere in cui ha recitato, Margot Robbie è stata doppiata da:
- Paola Majano in Law & Order: unità speciale (ep. 21x11)